# Avalon (álbum)
Avalon é o oitavo álbum de estúdio do grupo britânico de art rock e new wave Roxy Music, último álbum de estúdio gravado antes do retorno da banda em 2001. Nele aparece o single de maior sucesso do grupo, a música "More Than This".
Em 1989, o álbum foi classificado na posição 31 da lista "Os 100 melhores álbuns da década de 1980" da revista Rolling Stone, que em 2003, voltou a citar o álbum na posição 307 dos 500 maiores álbuns de todos os tempos.
| Críticas profissionais                                                      | Críticas profissionais |
| Avaliações da crítica                                                       | Avaliações da crítica  |
| Fonte                                                                       | Avaliação              |
| --------------------------------------------------------------------------- | ---------------------- |
| allmusic                                                                    | [ 3 ]                  |
| Rolling Stone                                                               | [ 4 ]                  |
| Robert Christgau                                                            | A−                     |
| Esta tabela precisa de ser acompanhada por texto em prosa. Consulte o guia. |                        |

## Arte da capa
Embora talvez menos aparentemente do que nos álbuns anteriores, Avalon continuou a tradição dos álbuns do Roxy Music a apresentar imagens de mulheres na arte da capa. A namorada de Bryan Ferry (que logo viria a ser sua esposa), Lucy Helmore apareceu na capa do álbum (projetado por Peter Saville ) usando um capacete medieval, com um falcão empoleirado em sua mão enluvada, evocando a última jornada de Rei Arthur para a misteriosa terra de Avalon.

## Faixas
1. "More Than This" – 4:30
2. "The Space Between" – 4:30
3. "Avalon" – 4:16
4. "India" (Instrumental) – 1:44
5. "While My Heart Is Still Beating" – 3:26
6. "The Main Thing" – 3:54
7. "Take a Chance with Me" – 4:42
8. "To Turn You On" – 4:16
9. "True to Life" – 4:25
10. "Tara" (Instrumental) – 1:43

### Singles
- "More Than This" (Março de 1982) (6º Reino Unido) (6º Austrália)
- "Avalon" / "Always Unknowing" (Junho de 1982) (13º Reino Unido) (22º EUA)
- "Take a Chance With Me" / "The Main Thing" (Remix) (Setembro de 1982) (26º Reino Unido)

## Créditos
- Bryan Ferry - vocal, teclado, guitarra.
- Andy Mackay - saxofone.
- Phil Manzanera - guitarra.
- Neil Hubbard - guitarra.
- Alan Spenner - baixo nas faixas 1, 3, 4, 5, 6, 8 e 10.
- Andy Newmark - bateria nas faixas 1, 2, 3, 4, 5, 6, 7 e 9.
- Jimmy Maelen - percussão nas faixas 1, 2, 3, 5, 7 e 9.

Pessoal adicional
- Neil Jason - baixo nas faixas 2, 6, 7 e 9.
- Yanick Etienne - vocal ma faixa 3.
- Paul Carrack - piano na faixa 8.
- Rick Marotta - bateria na faixa 8.
- Kermit Moore - cello na faixa 8.
- Fonzi Thornton - vocal nas faixas 1, 2, 3, 5, 6, 7 e 9.
- Michael Boddy - arquivo de gravações.
- Barry Bongiovi - assistente de produção.
- Bob Clearmountain - engenharia de som, mixagem.
- Colin Good - assistente produção.
- Ian Little - assistente produção.
- Peter Revill - assistente produção.